# Mercouri Kanatzidis

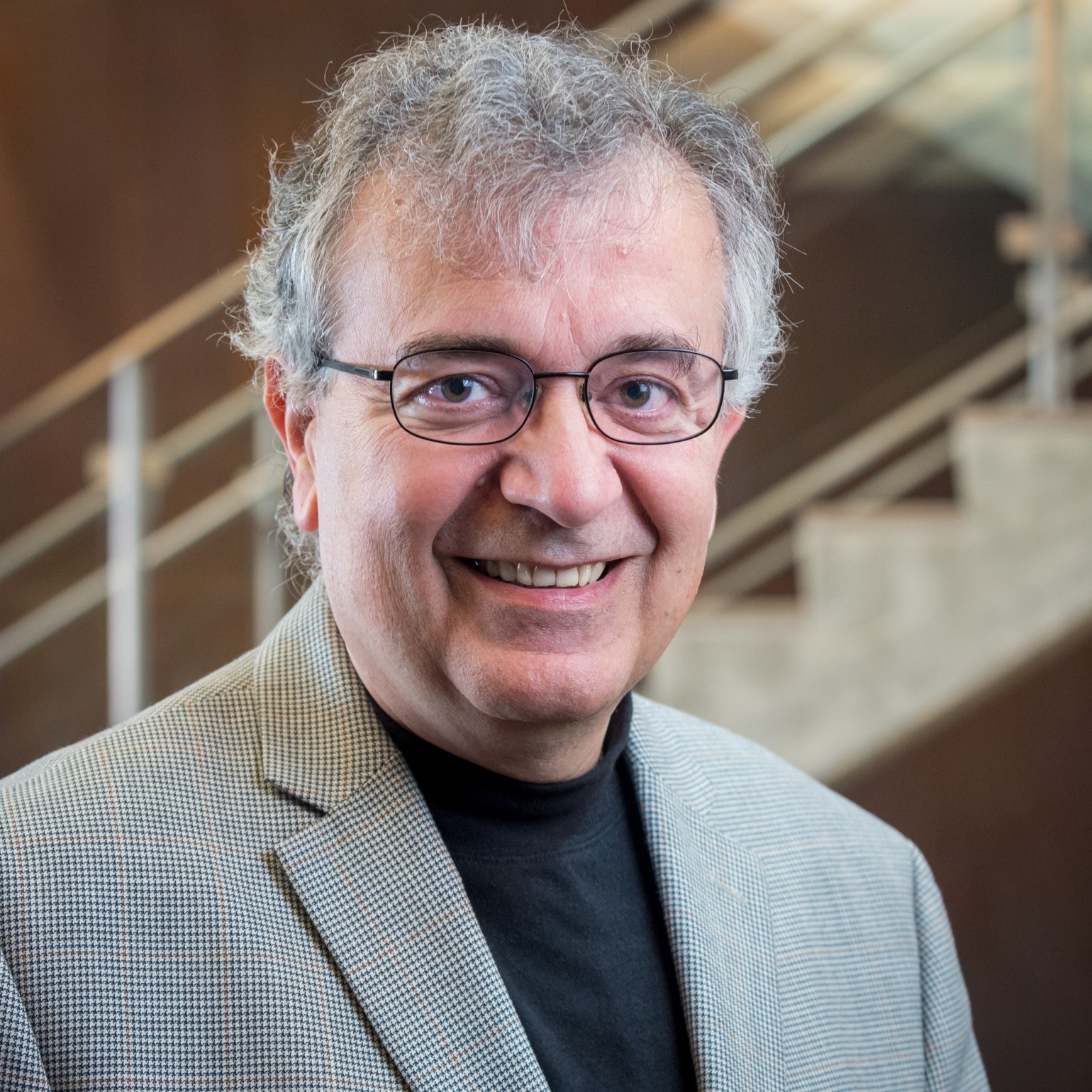
Mercouri Kanatzidis

Mercouri G. Kanatzidis  (* 1957 in Thessaloniki) ist ein griechischer Chemiker.
Kanatzidis studierte Chemie an der Aristoteles-Universität in Thessaloniki mit dem Bachelor-Abschluss 1979 und wurde 1984 an der University of Iowa bei Dimitri Coucouvanis promoviert. Als Post-Doktorand war er an der University of Michigan und der Northwestern University bei Tobin J. Marks. 1987 wurde er Assistant Professor an der Michigan State University, an der er 1994 Professor wurde.  Er ist seit 2006 Professor an der Northwestern University.
Er war Wilhelm Manchot Gastprofessor an der TU München und 2014 Einstein Professor an der Chinesischen Akademie der Wissenschaften.
Er ist bekannt für die Entwicklung nanostrukturierter thermoelektrischer Materialien mit Nanodots aus Blei-Tellurium, die die Streuung in der Wärmeleitung erhöhen, nicht aber in der elektrischen Leitung.
Mit Robert P. H. Chang entwickelte er Solarzellen basierend auf Perowskiten. Außerdem entwickelte er neue Syntheseverfahren für Chalkogenide und Intermetallische Verbindungen und entwickelte Chalcogele (Aerogele aus Chalkogeniden). In jüngster Zeit befasste er sich mit panoramischer Synthese, in der die Synthese in situ mit Röntgenstreuung verfolgt wird. 2015 entwickelte er ein Chalkogen mit FeMoS Gruppe, das Stickstoff photochemisch in Ammoniak umwandelt (in wässrigen Medien und unter Normalbedingungen). Der Prozess wurde biomimetisch nach dem Vorbild der biologischen Stickstofffixierung entwickelt (für den allerdings kein Photon nötig ist).
2016 erhielt er den ACS Award in Inorganic Chemistry und den James C. McGroddy Prize for New Materials für grundlegende Beiträge zur Entdeckung neuer Familien thermoelektrischer Materialien mit den höchsten bekannten Leistungsmerkmalen (Laudatio). Er war Sloan Research Fellow, Guggenheim Fellow und erhielt den Presidential Young Investigator Award und einen Humboldt-Forschungspreis. Kanatzidis ist Fellow der Materials Research Society, der American Physical Society und der American Association for the Advancement of Science. Er ist Ehrendoktor der Universität Kreta und Fellow der Royal Society of Chemistry und erhielt 2015 deren De Gennes Preis. 2018 erhielt er den Chemical Pioneer Award, 2022 den Global Energy Prize und 2023 den Centenary Prize der Royal Society of Chemistry. Ebenfalls 2023 wurde Kanatzidis in die American Academy of Arts and Sciences gewählt, 2024 zum Mitglied der National Academy of Sciences. Für 2025 wurde ihm der Albert Einstein World Award of Science zugesprochen.